# لی اسکات
لی اسکات (انگلیسی: Lee Scott؛ ۱۹۴۹ – ) یک بازرگان اهل ایالات متحده آمریکا بود.